# Gustaf Celsing den äldre
Gustaf Celsing, född den 29 juni 1679, död den 16 december 1743, var en svensk ämbetsman. Han var far till Gustaf och Ulric Celsing. 
Han inskrevs 1692 vid Uppsala universitet och tjänstgjorde från 1702 i kommerskollegium. 1707 drog han ut i Karl XII:s krig. Under denna tid har han lärt sig spela klaverinstrument och anlagt en spelbok, nu i Musik- och teaterbiblioteket. Den innehåller tidens mest kända melodier.
Celsing är känd genom Verner von Heidenstams novell Gustaf Celsing. Den episod som där skildras är Gustaf Celsings bragd att tränga sig fram till sultanen på öppen gata för att direkt till honom överlämna en klagoskrift över storvesirens uppträdande vid Prut 1711 och senare ådagalagda fientlighet mot Karl XII.